# Vatikansko božićno drvce
Vatikansko božićno drvce naziv je za božićno drvce koje se svake godine podiže na Trgu svetog Petra neposredno ispred bazilike svetog Petra u Vatikanu.
Tradicija postavljanja božićnog drvca kao i jaslica u prirodnoj veličini na Trgu svetog Petra započela je 1982. godine za vrijeme pontifikata pape Ivana Pavla II.
Godine 2002. Hrvatska je donirala 28 metara visoko božićno drvo.